# Quercus obtusanthera
Quercus obtusanthera är en bokväxtart som beskrevs av William Trelease. Quercus obtusanthera ingår i släktet ekar, och familjen bokväxter. Inga underarter finns listade.